# Statfjord

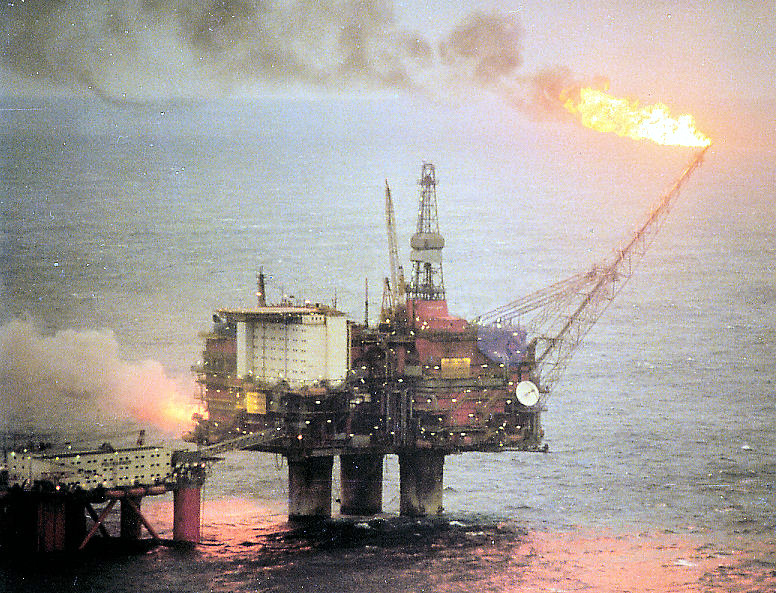
Statfjord A (1982)

Statfjord ist ein Ölfeld in der Nordsee. Das 1974 entdeckte Feld liegt zu 85 % im norwegischen und zu 15 % im britischen Sektor des Meeres, wird aber von einem gemeinsamen Betreiber unter norwegischem Recht betrieben. Das Feld war das größte und zeitweise wichtigste Ölfeld der Nordsee. Ursprünglich sollte das Feld nach einer Ausbeute von 48 % des vorhandenen Öls Mitte der 1990er Jahre vom Netz gehen, nach mehreren Verlängerungen entschied sich der Betreiber jedoch, Statfjord A bis mindestens 2027 weiter zu betreiben.
Öl und Gas liegen in Erdtiefen zwischen 2500 und 3000 Metern. Sie entstanden vor etwa 160 Millionen Jahren im Jura und liegen in Sandsteinformationen, wo sich Öl und Gas in den Poren zwischen den einzelnen Sandkörnern befinden.

## Ausbeutung
Zu Spitzenzeiten förderte die Besatzung der Bohrinseln Statfjord A, B und C über 700.000 Barrel/Tag, der Rekordwert liegt bei 850.204 Barrel am 16. Januar 1987. Zusammen mit den später dazugekommenen Satellitenplattformen Snorre A, Snorre B, Statfjord Ost, Statfjord Nord und Sygna erreichte das Feld 1995 einen Jahresschnitt von 819.091 Barrel/Tag. Bis zum 25-jährigen Jubiläum 2004 förderte Statfjord vier Milliarden Barrel Öl im Wert von 1045 Milliarden norwegischen Kronen sowie 70 Milliarden Kubikmeter Erdgas.
Das Öl wird von den Bohrinseln auf Tanker geladen und zu den Ölhäfen gefahren. Das Gas aus dem norwegischen Feldteil wird mit der Pipeline Statpipe auf das norwegische Festland nach Kårstø bei Stavanger transportiert, das Gas aus dem britischen Teil geht über das Brent-Feld nach Schottland. Statfjord war das erste Ölfeld, an dem die damals staatliche norwegische Ölgesellschaft Statoil einen 50-%-Anteil auf die norwegischen Vorräte erhielt, eine Praxis, die Norwegen dann bei allen weiteren entdeckten Ölfelder beibehielt. Die anderen 50 % erhielt Mobil. Seit 1987 betreibt Statoil/Equinor (Umfirmierung 2018) das Feld allein. 2012 lag die Ölproduktion bei 260.275 m³.

## Geschichte

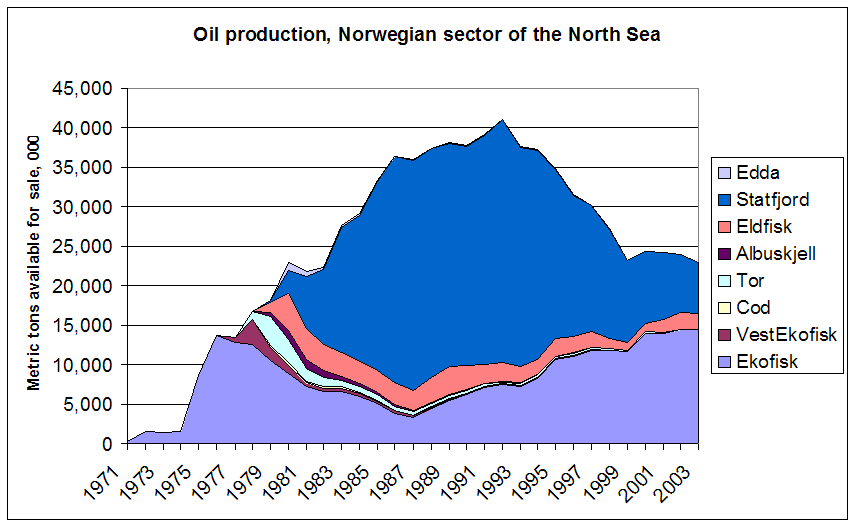
Ölertrag der verschiedenen norwegischen Ölfelder 1971–2003. Statfjord ist dunkelblau.

Norwegen gab die Entdeckung von Statfjord am 26. Februar 1974 bekannt. Die Probebohrungen begannen, nachdem Shell und Esso 1972 das Brent-Ölfeld im britischen Sektor entdeckt hatten, und die norwegische Regierung hoffte, es würde sich bis in den norwegischen Sektor ausbreiten. Sie wurden tatsächlich fündig, hatten aber ein eigenes neues Ölfeld entdeckt. 1977 nahm Statfjord A die Arbeit auf.
Die drei Bohrinseln sind Condeep-Konstruktionen. Jede wiegt etwa 250.000 Tonnen, worauf sich noch 40.000 Tonnen an Prozess- und Wohnanlagen befinden. Statfjord A galt bei seiner Aufstellung im Mai 1977 als größte Bohrplattform der Welt. Die Ausbeutung begann unter Problemen. Statfjord A war weit teurer als geplant, die Fertigstellung dauerte zudem ein Jahr länger als geplant. 1978 war sie dann auch noch von mehreren Unfällen geplagt: 5 Arbeiter starben im Februar bei einem Feuer, weitere 16 stürzten mit einem Hubschrauber ab, der die Besatzung von Bergen zur Bohrinsel bringen sollte.
1979 nahm die Insel schließlich die reguläre Produktion auf. 1981 folgte Statfjord B, das 1982 die Produktion aufnahm und 1984/1985 Statfjord C. Innerhalb eines Jahres hatten sich die Kosten für jede der Bohrinseln amortisiert. Auf den Bohrinseln arbeiten derzeit 620 Arbeiter im Schichtbetrieb. Dabei war es das erste Ölfeld, auf dem auch Ölarbeiterinnen beschäftigt wurden.